# Steven Michael Quezada

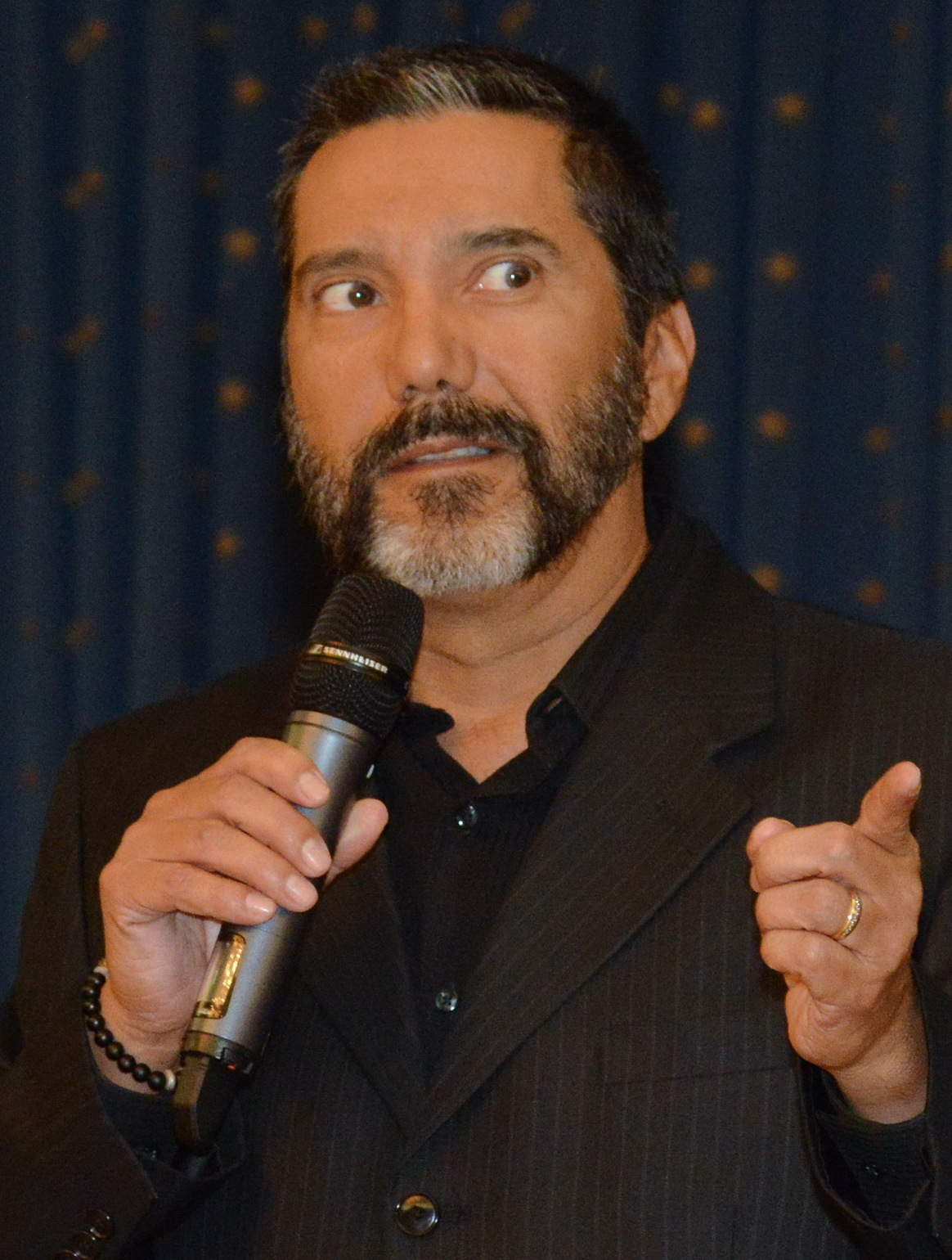
Steven Michael Quezada, 2015

Steven Michael Quezada (* 15. Februar 1963 in Albuquerque, New Mexico) ist ein US-amerikanischer Schauspieler und Comedian.

## Leben und Karriere
Quezada studierte Theaterwissenschaften an der Eastern New Mexico University.
Seit 1987 trat er als Comedian in Comedy-Clubs im Südwesten der USA auf. Ab dem Jahr 2005 war er in ersten Film- und Fernsehproduktionen zu sehen. Bekannt wurde Quezada vor allem durch seine Rolle als Steven Gomez in der Fernsehserie Breaking Bad, den er von 2008 bis 2013 in mehr als 30 Episoden verkörperte.
Aus der Ehe mit Cherise Quezada gingen vier Kinder hervor.

## Filmografie (Auswahl)
- 2005: Three Wise Guys (Fernsehfilm)
- 2006: First Snow
- 2006: Bierfest (Beerfest)
- 2008–2013: Breaking Bad (Fernsehserie, 33 Folgen)
- 2010: Kites
- 2010: Love Ranch
- 2011: The After After Party with Steven Michael Quezada (Fernsehserie, 12 Folgen)
- 2011: Warrior Woman
- 2011: The Reunion
- 2013: The Rambler
- 2014: Supernal Darkness
- 2014: The Mindy Project (Fernsehserie, 1 Folge)
- 2015: The Condemned 2
- 2016: Outlaws and Angels
- 2020: Better Call Saul (Fernsehserie, Folge 5x03)
- 2021: Magnum P.I. (Fernsehserie, Folge 3x15)
- 2023: Strange Darling